# Ris-Orangis
Ris-Orangis este un oraș în Franța, în departamentul Essonne, în regiunea Île-de-France, la sud de Paris. Este situat la 22.6 km distanță de centrul Parisului. Orașul Ris-Orangis a fost creat în 1793 prin unirea a două comune Ris și Orangis. Locuitorii din Ris-Orangis se numesc Rissois.
web histoire locale 

## Personalități născute aici
- Sébastien Haller (n. 1994), fotbalist ivorian.

1. ↑  French National Directory of Representatives, accesat în 15 martie 2019
2. ↑  répertoire géographique des communes, accesat în 26 octombrie 2015
3. ↑  dataset of postal codes in France, 1 octombrie 2018